# Wuqi (Taizhong)
Wuqi (chiń. upr. 梧栖区; chiń. trad. 梧棲區; pinyin Wúqī qū; Wade-Giles Wu-ch’i ch’ü) – dzielnica (chiń. 區, qū) w rejonie nadmorskim miasta wydzielonego Taizhong na Tajwanie. 
23 czerwca 2009 komitet przy Ministrze Spraw Wewnętrznych Republiki Chińskiej zarekomendował scalenie dotychczasowego powiatu Taizhong (chiń. trad. 臺中縣; pinyin Táizhōng xiàn) i miasta Taizhong (chiń. trad. 臺中市; pinyin Táizhōng xiàn) w miasto wydzielone (chiń. 直轄市, zhíxiáshì); wszystkie gminy miejskie (chiń. 鎮, zhèn), jak Wuqi, miasta i gminy wiejskie wchodzące w skład powiatu zostały przekształcone w dzielnice (chiń. 區, qū). Ustawa weszła w życie 25 grudnia 2010 roku.
Populacja dzielnicy Wuqi w 2016 roku liczyła 57 645 mieszkańców – 28 665 kobiet i 28 980 mężczyzn. Liczba gospodarstw domowych wynosiła 17 506, co oznacza, że w jednym gospodarstwie zamieszkiwało średnio 3,29 osoby.

## Demografia (2011–2016)
| Rok  | Liczba ludności | Gęstość zaludnienia | Kobiety | Mężczyźni | Gospodarstwa domowe |
| ---- | --------------- | ------------------- | ------- | --------- | ------------------- |
| 2011 | 55 544          | 3345                | 27 392  | 28 152    | 16 234              |
| 2012 | 55 857          | 3363                | 27 635  | 28 222    | 16 406              |
| 2013 | 56 008          | 3372                | 27 742  | 28 266    | 16 541              |
| 2014 | 56 643          | 3411                | 28 113  | 28 530    | 16 839              |
| 2015 | 57 108          | 3439                | 28 353  | 28 755    | 17 179              |
| 2016 | 57 645          | 3471                | 28 665  | 28 980    | 17 506              |